# Státní znak Filipín
Státní znak Filipín představuje Slunce s osmi paprsky představující osm filipínských provincií, které povstaly proti Španělům; tři hvězdy označují Luzon, Visayské ostrovy a Mindanao. V levé modré části znaku je americký orel bělohlavý a v pravé červené je lev ze znaku Leónu, kteří připomínají koloniální minulost Filipín. Pod štítem znaku je název státu: „REPUBLIKA NG PILIPINAS“. 
V roce 1998 by znak změněn, byly odstraněny koloniální figury z dolních polí. Znak byl schválen kongresem, ale protože nebylo svoláno žádné referendum, jedná se pouze o návrh a dále zůstává v platnosti předchozí znak.

Návrh státního znaku bez orla a lva (1998)

## Historie
V roce 1998 byl znak naposledy upraven, odstín modré barvy byl změněn z námořní modré na královskou modrou.

Filipínský státní znak (1946–1978, 1986–1998)
Filipínský státní znak (1978–1985)
Filipínský státní znak (1985–1986)